# Lepelle
Der Lepelle (bis 2005 Olifants River oder Olifantsrivier) ist ein Fluss, der in der südafrikanischen Provinz Mpumalanga entspringt.

## Verlauf
Er fließt nördlich durch den Witbank Dam und den Loskop Dam. In Transvaal zwingen ihn die Transvaal-Drakensberge Richtung Osten; er durchschneidet den Abel-Erasmus-Pass, fließt ostwärts und vereinigt sich mit dem Letaba. Beim Überschreiten der Grenze nach Mosambik ändert er seinen Namen in Rio dos Elefantes und mündet in den Limpopo, der noch den Rio Changane aufnimmt, bevor er bei Xai-Xai nördlich von Maputo in den Indischen Ozean mündet.

## Hydrometrie
Die Abflussmenge des Lepelle wurde bei 54,300 km² von 70.000 km² in m³/s gemessen.